# 庆州 (内蒙古)
庆州，中国辽朝到明朝在今内蒙古自治区东部设置的州。
辽圣宗时置庆州玄宁军，属于上京道。治所在察罕城（今内蒙古自治区巴林右旗西北察罕木伦河源的白塔子）。城周长五里，有行宫。下辖今内蒙古自治区巴林右旗、巴林左旗的一部分。州西北的伏虎林为秋季捺钵所在。金朝辖境扩大，属于临潢府路。元朝属于全宁路、应昌路，一度废除。明朝时，庆州迁到今天内蒙古自治区巴林右旗索博日嘎镇，筑在查干木伦河西岸冲积平原上，属于泰宁卫辖地，明朝中期地入蒙古。《大清一统志》称之为“插汉城”。